# Luke Doerner
Luke Doerner, né le 23 août 1979 à Melbourne, est un joueur australien de hockey sur gazon.

## Palmarès
- Médaille de bronze aux Jeux olympiques de Pékin en 2008[1]